# NFC North
Az NFC North az NFL amerikaifutball-bajnokság NFC konferenciájának északi csoportja. Elődjét, az NFC Centralt az AFL és az NFL közötti 1970-es egyesülés után hozták létre. A 2002-es ligabeli változtatások után nevezték át NFC North-ra. A divízió 4 eredeti tagja: Green Bay Packers, Chicago Bears, Minnesota Vikings, és Detroit Lions.
1977-ben a Tampa Bay Buccaneers is a csoport tagja lett, de 2002-ben áthelyezték őket az NFC South-ba.
A csoportot megalakulása óta a "Fekete és Kék Csoport" néven is emlegetik, ezzel utalva a csapatok közt meglévő vad rivalizálásra, és az egymás elleni, a szokottnál is keményebb játékra.

## Csoportgyőztesek
| Szezon      | Csapat               | Eredmény | Rájátszásbeli eredmény                         |
| ----------- | -------------------- | -------- | ---------------------------------------------- |
| NFC Central |                      |          |                                                |
| 1970        | Minnesota Vikings    | 12–2–0   | Kikapott az NFC konferencia-elődöntőben        |
| 1971        | Minnesota Vikings    | 11–3–0   | Kikapott az NFC konferencia-elődöntőben        |
| 1972        | Green Bay Packers    | 10–4–0   | Kikapott az NFC konferencia-elődöntőben        |
| 1973        | Minnesota Vikings    | 12–2–0   | Kikapott a Super Bowl VIII-on                  |
| 1974        | Minnesota Vikings    | 10–4–0   | Kikapott a Super Bowl IX-en                    |
| 1975        | Minnesota Vikings    | 12–2–0   | Kikapott az NFC konferencia-elődöntőben        |
| 1976        | Minnesota Vikings    | 11–2–1   | Kikapott a Super Bowl XI-en                    |
| 1977        | Minnesota Vikings    | 9–5–0    | Kikapott az NFC konferenciadöntőn              |
| 1978        | Minnesota Vikings    | 8–7–1    | Kikapott az NFC konferencia-elődöntőben        |
| 1979        | Tampa Bay Buccaneers | 10–6–0   | Kikapott az NFC konferenciadöntőn              |
| 1980        | Minnesota Vikings    | 9–7–0    | Kikapott az NFC konferencia-elődöntőben        |
| 1981        | Tampa Bay Buccaneers | 9–7–0    | Kikapott az NFC konferencia-elődöntőben        |
| 1982*       | Green Bay Packers    | 5–3–1    | Kikapott az NFC rájátszás második fordulójában |
| 1983        | Detroit Lions        | 9–7–0    | Kikapott az NFC konferencia-elődöntőben        |
| 1984        | Chicago Bears        | 10–6–0   | Kikapott az NFC konferenciadöntőn              |
| 1985        | Chicago Bears        | 15–1–0   | Megnyerte a Super Bowl XX-at                   |
| 1986        | Chicago Bears        | 14–2–0   | Kikapott az NFC konferencia-elődöntőben        |
| 1987        | Chicago Bears        | 11–4–0   | Kikapott az NFC konferencia-elődöntőben        |
| 1988        | Chicago Bears        | 12–4–0   | Kikapott az NFC konferenciadöntőn              |
| 1989        | Minnesota Vikings    | 10–6–0   | Kikapott az NFC konferencia-elődöntőben        |
| 1990        | Chicago Bears        | 11–5–0   | Kikapott az NFC konferencia-elődöntőben        |
| 1991        | Detroit Lions        | 12–4–0   | Kikapott az NFC konferenciadöntőn              |
| 1992        | Minnesota Vikings    | 11–5–0   | Kikapott az NFC Wild Card-fordulóban           |
| 1993        | Detroit Lions        | 10–6–0   | Kikapott az NFC Wild Card-fordulóban           |
| 1994        | Minnesota Vikings    | 10–6–0   | Kikapott az NFC Wild Card-fordulóban           |
| 1995        | Green Bay Packers    | 11–5–0   | Kikapott az NFC konferenciadöntőn              |
| 1996        | Green Bay Packers    | 13–3–0   | Megnyerte a Super Bowl XXXI-et                 |
| 1997        | Green Bay Packers    | 13–3–0   | Kikapott a Super Bowl XXXII-őn                 |
| 1998        | Minnesota Vikings    | 15–1–0   | Kikapott az NFC konferenciadöntőn              |
| 1999        | Tampa Bay Buccaneers | 11–5–0   | Kikapott az NFC konferenciadöntőn              |
| 2000        | Minnesota Vikings    | 11–5–0   | Kikapott az NFC konferenciadöntőn              |
| 2001        | Chicago Bears        | 13–3–0   | Kikapott az NFC konferencia-elődöntőben        |
| NFC North   |                      |          |                                                |
| 2002        | Green Bay Packers    | 12–4–0   | Kikapott az NFC Wild Card-fordulóban           |
| 2003        | Green Bay Packers    | 10–6–0   | Kikapott az NFC konferencia-elődöntőben        |
| 2004        | Green Bay Packers    | 10–6–0   | Kikapott az NFC Wild Card-fordulóban           |
| 2005        | Chicago Bears        | 11–5–0   | Kikapott az NFC konferencia-elődöntőben        |
| 2006        | Chicago Bears        | 13–3–0   | Kikapott a Super Bowl XLI-n                    |
| 2007        | Green Bay Packers    | 13–3–0   | Kikapott az NFC konferenciadöntőben            |
| 2008        | Minnesota Vikings    | 10–6–0   | Kikapott az NFC Wild Card-fordulóban           |
| 2009        | Minnesota Vikings    | 12–4–0   | Kikapott az NFC konferenciadöntőben            |
| 2010        | Chicago Bears        | 11–5–0   | Kikapott az NFC konferenciadöntőben            |
| 2011        | Green Bay Packers    | 15–1–0   | Kikapott az NFC konferencia-elődöntőben        |
| 2012        | Green Bay Packers    | 11–5–0   | Kikapott az NFC konferencia-elődöntőben        |
| 2013        | Green Bay Packers    | 8–7–1    | Kikapott az NFC Wild Card-fordulóban           |
| 2014        | Green Bay Packers    | 12–4–0   | Kikapott az NFC konferenciadöntőben            |
| 2015        | Minnesota Vikings    | 11–5–0   | Kikapott az NFC Wild Card-fordulóban           |
| 2016        | Green Bay Packers    | 10–6–0   | Kikapott az NFC konferenciadöntőben            |
| 2017        | Minnesota Vikings    | 13–3–0   | Kikapott az NFC konferenciadöntőben            |
| 2018        | Chicago Bears        | 12–4–0   | Kikapott az NFC Wild Card-fordulóban           |
| 2019        | Green Bay Packers    | 13–3–0   | Kikapott az NFC konferenciadöntőben            |
| 2020        | Green Bay Packers    | 13–3–0   | Kikapott az NFC konferenciadöntőben            |
| 2021        | Green Bay Packers    | 13–4–0   | Kikapott az NFC konferencia-elődöntőben        |
| 2022        | Minnesota Vikings    | 13–4–0   | Kikapott az NFC Wild Card-fordulóban           |
| 2023        | Detroit Lions        | 12–5–0   | Kikapott az NFC konferenciadöntőben            |
| 2024        | Detroit Lions        | 15–2–0   | Kikapott az NFC konferencia-elődöntőben        |

* – 1982-ben játékossztrájk miatt az alapszakaszból csupán 9 fordulót játszottak le, ezért ebben az évben egy 16 csapatos különleges rájátszást szerveztek, és a csoportbeli eredményeket nem vették figyelembe.